# Невинбимбаау
Невинбумбаау (бисл. Nevinbumbaau; или Невинбимбаау) — в меланезийской мифологии острова Малекула богиня. В некоторых мифах называется великаншей-людоедкой, в других описывается как простая женщина.
Согласно мифу, записанному А.Б. Дикону, Невинбумбаау была великаншей-людоедкой, женой Темеса Малау, которая попыталась схватить братьев Амбата. Она выкопала у своего дома большую яму, и любого, кто попадал в неё, людоедка съедала. Однажды мимо её дома проходил Авирара, брат Амбата, который шёл ловить рыбу. Невинбумбаау пригласила его к себе домой, где ударила Авирара камнем по голове и бросила в яму. То же самое произошло и с тремя остальными братьями. Поняв, что с братьями случилось что-то ужасное, Амбат отправился к людоедке и также попал в ту яму, где сидели его братья. Там герой увидел корни баньяна, который произрастал у их дома на острове Томман. Амбат взял нож и начал им копать землю. Постепенно земля расступилась и герои оказались у своего дома.
В другом мифе упоминается как простолюдинка с чёрной коже и длинными ушами, которая помогла Амбату покрыть остров Томман плодородной почвой.